# 井手正和
井手 正和（いで まさかず）は、日本の認知神経科学者、国立障害者リハビリテーションセンター研究所研究員。主に、自閉スペクトラム症（ASD）者の感覚過敏や感覚鈍麻、発達性協調運動障害（DCD）が生じるメカニズムに関する研究を行っている。

## 略歴
千葉県柏市出身。日本体育大学柏高等学校を卒業後、カウンセラーを目指して立正大学心理学部に進学し、臨床心理学を学ぶ。立正大学大学院応用心理学専攻を経て、2014年に立教大学大学院で心理学の博士号を取得。
2014年3月から1年間、国立障害者リハビリテーションセンター研究所の発達障害研究室にて技術補助員および流動研究員として勤務。
2025年現在、国立障害者リハビリテーションセンター研究所・脳機能系障害研究部の研究員、早稲田大学人間情報研究センター招聘研究員、日本女子大学人間社会学部心理学科の非常勤講師を務めている。

## 受賞
- 2013年（平成25年）国立障害者リハビリテーションセンター研究所　生理学若手研究者フォーラム 若手研究者奨励賞[4]

## 著書
単著
- 『科学から理解する 自閉スペクトラム症の感覚世界』金子書房,2022年8月[5]
- 『発達障害の人には世界がどう見えるのか』SBクリエイティブ,2022年12月

共著
- 『社会福祉士シリーズ5 社会調査の基礎』弘文堂,2008年12月
- 『子どものための心理学―教育心理学・教育相談・支援』北樹出版,2013年10月
- 『教師をめざす学生のための情報リテラシー15日間』現代図書,2014年3月
- 『学びのための心理学』北樹出版, 2015年10月
- 『社会福祉士シリーズ5 社会調査の基礎〈第4版〉』弘文堂,2020年4月
- 『発達障害のある子の感覚・運動への支援』金子書房,2022年2月

## メディア出演
テレビ
- 「マスクがつけられない あなたのそばにも・・？」NHK おはよう日本,2020年7月16日[6]

記事
- 「特集／みんなの「感覚」でこぼこ図鑑」季刊〔ビィ〕Be! 127号,2017年6月[7]
- 「井手先生の脳科学最前線！感覚過敏・鈍麻から広がるグラデーションな脳の世界」mazecoze研究,2020年4月[8]
- 「感覚過敏 知ってほしい」西日本新聞,2020年6月19日
- 「中学生が考案「マスクが苦手です」カードで意思表示 感覚過敏の子どもたちを知って」毎日新聞,2020年8月1日[9]
- 「なぜ発達障害の人は爪を噛むのか…身体が痛みに気づけない感覚鈍麻という不思議な感覚」PRESIDENT Onlin,2023年2月17日[10]